# Mađari u Hrvatskoj
Mađari u Hrvatskoj  (mađ. Horvátországi magyarok) su jedna od nacionalnih manjina u Republici Hrvatskoj.

## Rasprostranjenost
Prema popisu stanovništva od 2011. godine, u Hrvatskoj živi 14 048 Mađara. Skoro 2/3 ih živi u Osječko-baranjskoj županiji, osobito na području Baranje. U samom gradu Osijeku su Mađari prisutni kroz srednji vijek, a neprekidna prisutnost je od popisa stanovništva 1737.
Male zajednice Mađara postoje i u drugim dijelovima Hrvatske, pa ih tako ima na Bilogori. Prema popisu stanovništva 2001. je na području cijele Bjelovarsko-bilogorske županije živjelo 1188 Mađara u 102 naselja.
Značajnije organizacije hrvatskih Mađara su Demokratska zajednica Mađara Hrvatske i Savez mađarskih udruga.

## Kultura
Mađari djeluju u većem broju KUD-ova u Hrvatskoj,  a ima i Društva mađarskih znanstvenika i umjetnika u Hrvatskoj.
Od kulturnih manifestacija, u Hrvatskoj se od 1999. održavaju Dani Mađara u Osijeku u organizaciji Mađarskog kulturnog društva Népkör, zatim od 2000. se održava Smotra mađarskih pjevačkih zborova Hrvatske u organizaciji Saveza mađarskih udruga i druge.
Najvažnija provjetno-kulturna ustanova Mađara u Hrvatskoj je Prosvjetno-kulturni centar Mađara u Republici Hrvatskoj koji se nalazi u Osijeku.
U Belom Manastiru pri Gradskoj knjižnici djeluje Središnja knjižnica Mađara u Hrvatskoj.

## Politika
Status Mađara u Hrvatskoj je reguliran i kroz bilateralni sporazum Republike Hrvatske i Republike Mađarske o zaštiti manjina.
Po hrvatskim zakonima je predviđeno da mađarska manjina ima svog jednog zastupnika. Trenutno je to Robert Jankovics.

## Poznate osobe
Osobe mađarske nacionalnosti ili djelomičnog mađarskog podrijetla.
- Tamara Boroš, stolnotenisačica
- Csilla Barath Bastaić, hrvatska filmska, televizijska i kazališna glumica.
- Anđa Marić, pjevačica i manekenka
- Jeronim Marić, glazbenik
- Nela Kocsis, glumica
- Davorin Kečkeš, tv voditelj
- Hrvoje Kečkeš, hrvatski kazališni, televizijski i filmski glumac
- Melita Adany, hrvatska rekorderka u ronjenju na dah
- László Bulcsú, hrvatski jezikoslovac
- Bernadeta Banja (Bernadett Bánya), blaženica

## Vanjske poveznice
- Statut Vijeća mađarske nacionalne manjine Osječko-baranjske županije (PDF)
- HRT[neaktivna poveznica] Mađari u Hrvatskoj
- Mađarska kulturna udruga Baross  Arhivirana inačica izvorne stranice od 5. rujna 2011. (Wayback Machine)
- HRT  Arhivirana inačica izvorne stranice od 31. kolovoza 2014. (Wayback Machine) Znanstveno-stručni skup Mađari u Hrvatskoj jučer i danas
- Prosvjetno-kulturni centar Mađara u Republici Hrvatskoj  Arhivirana inačica izvorne stranice od 8. rujna 2009. (Wayback Machine) (hrv.) (mađ.)